# Panczo Władigerow
Panczo Władigerow, bułg. Панчо Владигеров (ur. 13 marca 1899 w Zurychu, zm. 8 września 1978 w Sofii) – bułgarski kompozytor, dyrygent i pianista. 

## Życiorys
Brat-bliźniak skrzypka Lubena Władigerowa. W latach 1910–1912 uczył się w prywatnej szkole muzycznej u Dobriego Christowa i Henricha Wiznera, następnie wyjechał do Berlina. Od 1912 do 1915 roku pobierał prywatnie lekcje kompozycji u Paula Juona i fortepianu u Karla Heinricha Bartha. W latach 1914–1918 uczył się w Staatliche Akademische Hochschule für Musik u Friedricha Gernsheima i Georga Schumanna, w semestrze 1917/1918 i 1920/1921 był też uczniem Leonida Kreutzera w Akademie der Künste. Od 1920 do 1932 roku pracował jako dyrygent i kompozytor Deutsches Theater w Berlinie. Po powrocie do kraju był w latach 1932–1974 wykładowcą kompozycji, fortepianu i muzyki kameralnej w konserwatorium w Sofii, od 1940 roku był profesorem tej uczelni. Do jego uczniów należeli Paraszkew Chadżiew, Aleksandyr Rajczew, Łazar Nikołow i Penczo Stojanow. Był współzałożycielem Bułgarskiego Stowarzyszenia Muzyki Współczesnej.
Występował jako koncertujący pianista w Bułgarii i poza granicami kraju. Dwukrotnie odznaczony nagrodą im. Felixa Mendelssohna (1918 i 1920). W 1949 roku otrzymał tytuł Ludowego Artysty Bułgarii. W 1968 roku otrzymał nagrodę im. Herdera. Jego synem był Aleksandyr Władigerow.

## Twórczość
Stylistycznie nawiązywał do harmoniki późnoromantycznej (wpływy Rachmaninowa i R. Straussa). Czerpał też z elementów bułgarskiego folkloru muzycznego, w twórczości instrumentalnej i wokalno-instrumentalnej wykorzystując tematy z pieśni ludowych. W dojrzałym okresie swojej twórczości sięgał po współczesne techniki wyrazu. Po 1945 roku wprowadził do swoich utworów tematykę zgodną z nakazami socrealizmu.

## Ważniejsze kompozycje
(na podstawie materiałów źródłowych)

### Utwory orkiestrowe
- I symfonia (1939)
- II symfonia „Majska” na orkiestrę smyczkową (1949)
- Simfoniczna legenda (1919)
- Byłgarska siuita (1927)
- 7 simfoniczni byłgarski tanca (1931)
- uwertura Zemia (1933)
- 4 rumynski simfoniczni tanca (1942)
- uwertura heroiczna Deweti septemwri (1949)
- Ewrejska poema (1951)
- poemat dramatyczny Pesen za mira (1956)
- 5 koncertów fortepianowych (I 1918, II 1930, III 1937, IV 1953, V 1963)
- 2 koncerty skrzypcowe (I 1921, II 1968)

### Utwory kameralne
- Sonata na skrzypce i fortepian (1914)
- Trio na fortepian, skrzypce i wiolonczelę (1916)
- Byłgarska rapsodija „Wardar” na skrzypce i fortepian (1922; zorkiestrowana 1928)
- 2 byłgarski parafrazi na skrzypce i fortepian (1925)
- Kwartet smyczkowy (1940)

### Utwory fortepianowe
- 4 piesi (1915)
- 10 impresii (1920)
- 6 ekzoticzni preliudii (1924)
- Epizodi (1941)
- Kartini (1950)
- 5 charakterni piesi (1965)
- 4 piesi (1973)
- 5 bagateli (1978)

### Pieśni na głos i fortepian
- 6 liriczni pesni (1917)
- 4 pesni (1974)

### Utwory wokalno-instrumentalne
- Septemwri 1944 na chór a cappella lub chór i orkiestrę (1945)

### Utwory sceniczne
- opera Car Kałojan (1935–1936, wyst. Sofia 1936)
- balet Legenda za ezeroto (1946, wyst. Sofia 1962)

### Muzyka do sztuk teatralnych
- Synna igra do sztuki Augusta Strindberga (1921)
- Mnogo szum za niszto do sztuki Williama Szekspira (1928)
- Sztastie do sztuki Orlina Wasilewa (1954)